# Bourg-Blanc

Bourg-Blanc este o comună în departamentul Finistère, Franța. În 1 ianuarie 2022 avea o populație de 3.544 de locuitori.